# Escherichia albertii
Az Escherichia albertii az E. colival azonos nemzetségbe tartozó baktériumfaj. 2003-ban írták le, miután izolálták bangladesi gyerekek hasmenéséből. Öt törzse ismeretes. A faj betegségekben betöltött szerepe nem tisztázott.

## Fordítás
Ez a szócikk részben vagy egészben  az   Escherichia albertii című angol Wikipédia-szócikk ezen változatának fordításán alapul.  Az eredeti cikk szerkesztőit annak laptörténete sorolja fel. Ez a jelzés csupán a megfogalmazás eredetét és a szerzői jogokat jelzi, nem szolgál a cikkben szereplő információk forrásmegjelöléseként.